# Open de Biélorussie de tennis de table
L'Open de Biélorussie ITTF est une étape du Pro-tour de tennis de table organisée par la fédération internationale de tennis de table. 
L'édition 2009 s'est déroulée du 27 au 31 mai 2009 à Minsk. Zolt Pete a créé la surprise en s'imposant en simple homme face à Aleksandar Karakasevic. C'est la coréenne Deng Ye Seo qui s'est imposée chez les femmes. À noter la 2e place de la française Li Xue.

## Palmarès

### Senior
| année | simple messieurs  | simple dames       | double messieurs                    | double dames                   |
| ----- | ----------------- | ------------------ | ----------------------------------- | ------------------------------ |
| 2019  | Emmanuel Lebesson | Hina Hayata        | Xu Haidong Zhao Zhaoyan             | Satsuki Odo Saki Shibata       |
| 2018  | Zhao Zihao        | Saki Shibata       | Sone Sho Yuta Tanaka                | Satsuki Odo Saki Shibata       |
| 2017  | Vladimir Samsonov | Hitomi Sato        | Daniel Gorak/Zengyi Wang            | Miyu Kato/Misaki Morizono      |
| 2016  | Jang Woo-jin      | Saki Shibata       | Jang Woo-jin / Lim Jong-hoon        | Hitomi Sato / Honoka Hashimoto |
| 2015  | Li Ping           | Mima Ito           | Jeong Sang-eun / Lee Sang-su        | Sofia Polcanova / Amelie Solja |
| 2014  | Vladimir Samsonov | Sayaka Hirano      | non disputé                         | non disputé                    |
| 2013  | Kaii Yoshida      | Sabine Winter      | non disputé                         | non disputé                    |
| 2012  | Vasily Lakeev     | Polina Mikhaïlova  | non disputé                         | non disputé                    |
| 2009  | Zolt Pete         | Dang Ye-Seo        | Christoph Simoner/ Mathias Habesohn | Park Young-Sook/ Dang Ye-Seo   |
| 2008  | Vladimir Samsonov | Viktoria Pavlovich | Chine                               | Biélorussie                    |

### Moins de 21 ans
| année | simple messieurs   | simple dames         |
| ----- | ------------------ | -------------------- |
| 2019  | Sailor Wei         | Shi Xunyao           |
| 2018  | Zhao Zihao         | Aige He              |
| 2017  | Cristian Pletea    | Saki Shibata         |
| 2016  | Cho Seung-min      | Jung Yumi            |
| 2015  | Florian Lambiet    | Hitomi Sato          |
| 2014  | Kohei Sambe        | Sakura Mori          |
| 2013  | Kohei Sambe        | Lee Eun-hye          |
| 2012  | Mizuki Oikawa      | Alina Arlouskaya     |
| 2009  | Yaroslav Zhmudenko | Katarzyna Grzybowska |